# 石田利作
石田 利作（いしだ りさく、1886年（明治19年）6月6日 - 1967年（昭和42年）3月6日）は、日本の教育者、郷土史家、行政官。『岡崎市戦災復興誌』（1954年）の責任編纂者として岡崎の郷土史に多大な功績を残した。

## 経歴
愛知県碧海郡矢作村（現・岡崎市）に生まれる。1907年（明治40年）3月、愛知第二師範学校（現・愛知教育大学）卒業。同年4月、碧海郡刈谷町の刈谷第一尋常小学校（現・刈谷市立亀城小学校）に赴任。いくつかの小学校勤務を経たのち、大正期に南設楽郡と知多郡の視学を歴任。
1923年（大正12年）、岡崎市投尋常小学校（現・岡崎市立根石小学校）長に就任。1924年（大正13年）、岡崎市梅園尋常高等小学校（現・岡崎市立梅園小学校）長に就任。
梅園小校長時代、学校自治会を中心とした自治訓練や年来の主張であった公民科特設に積極的に取り組む。また、梅園青年訓練所主事嘱託として青年教育にも力を尽くした。
1933年（昭和8年）4月、名古屋市南久屋尋常小学校長を最後に退職。教師在職時は教育に関わる書物を多く著した。それからのちは1945年（昭和20年）7月末まで名古屋市役所に奉職した。1942年（昭和17年）には昭和区長に就任している。青年教育により文部大臣表彰を受章し、戦時貯蓄功労により大蔵大臣表彰を受章した。
1949年（昭和24年）6月27日、岡崎市が全国の「戦災復興モデル都市」に指定されると、市の戦災復興事業関係者の間で戦災と戦後復興市史の編纂の話が持ち上がる。同年7月、市より『岡崎市戦災復興誌』の責任編纂者に委嘱される。石田は5年の歳月をかけ、1,200ページに及ぶ詳細な記録書を完成させた（1954年11月刊行）。
1957年（昭和32年）、岡崎読書会の結成に尽力。1961年（昭和36年）4月、旧岡崎市史続編の編纂を委嘱され、史料収集に努力するも1967年（昭和42年）3月6日に死去。80歳没。
石田の死から10年後の1977年（昭和52年）4月1日より「新編岡崎市史編さん事業」が開始される。1979年（昭和54年）8月20日、石田が1949年から10年がかりで編集した岡崎市史の「戦前市政篇」400字詰原稿用紙6,000枚の遺稿が遺族によって岡崎市に届けられた。〝まぼろしの原稿〟として伝えられた石田の遺稿は『新編 岡崎市史』全20巻（1983年～1993年）の資料として生かされた。

## 著書
- 『国定算術書応用問題の研究』安東寿郎校閲、良明堂、1912年7月。NDLJP:826691。
- 『訓導論』佐々木秀一校閲、教育研究会、1921年11月。NDLJP:939250。
  - 『訓導論』佐々木秀一校閲、ゆまに書房〈明治・大正教師論文献集成 37〉、1991年4月。ISBN 9784896683974。
- 『青年訓練所の経営』東洋図書、1927年2月。
- 『実際的合理的 青年指導法』東洋図書、1932年4月。
- 『労作に拠る郷土教育の実際』東洋図書、1933年2月。